# Двигатель (журнал)
«Двигатель» — старейший в России научно-технический журнал. В журнале публикуются материалы на научно-технические, экономические, экологические, юридические и другие темы, актуальные для отечественного и мирового двигателестроения.

## История
Журнал «Двигатель» создан в 1907 году известным инженером, спортсменом и репортёром Андреем Платоновичем Нагелем и инженером Николаем Григорьевичем Кузнецовым, автором «Курса автомобилизма» — самого издаваемого в течение 20 лет учебника по автоделу, который и стал первым главным редактором нового издания. Меняясь сообразно времени, журнал издавался дважды в месяц почти 10 лет — до февральской революции 17-го. Современная версия журнала стала выходить с 1999 года. Научно-технический журнал «Двигатель» зарегистрирован в ГК РФ по печати (Рег. № 018414 от 11.01.1999 г.). Периодичность — 6 журналов в год.
С 2002 года журнал входит в списки средств массовой информации, рекомендованные ВАК для размещения основных научных результатов диссертаций на соискание ученых степеней докторов и кандидатов наук. Журнал «Двигатель» рекомендован экспертными советами ВАК по техническим наукам, по истории, энергетике, экономике, философии, социологии и культурологии, авиации и космонавтике.
Электронная версия журнала размещается также на сайте Научной электронной библиотеки и включена в индекс РИНЦ.